# Mångån, Dalarna

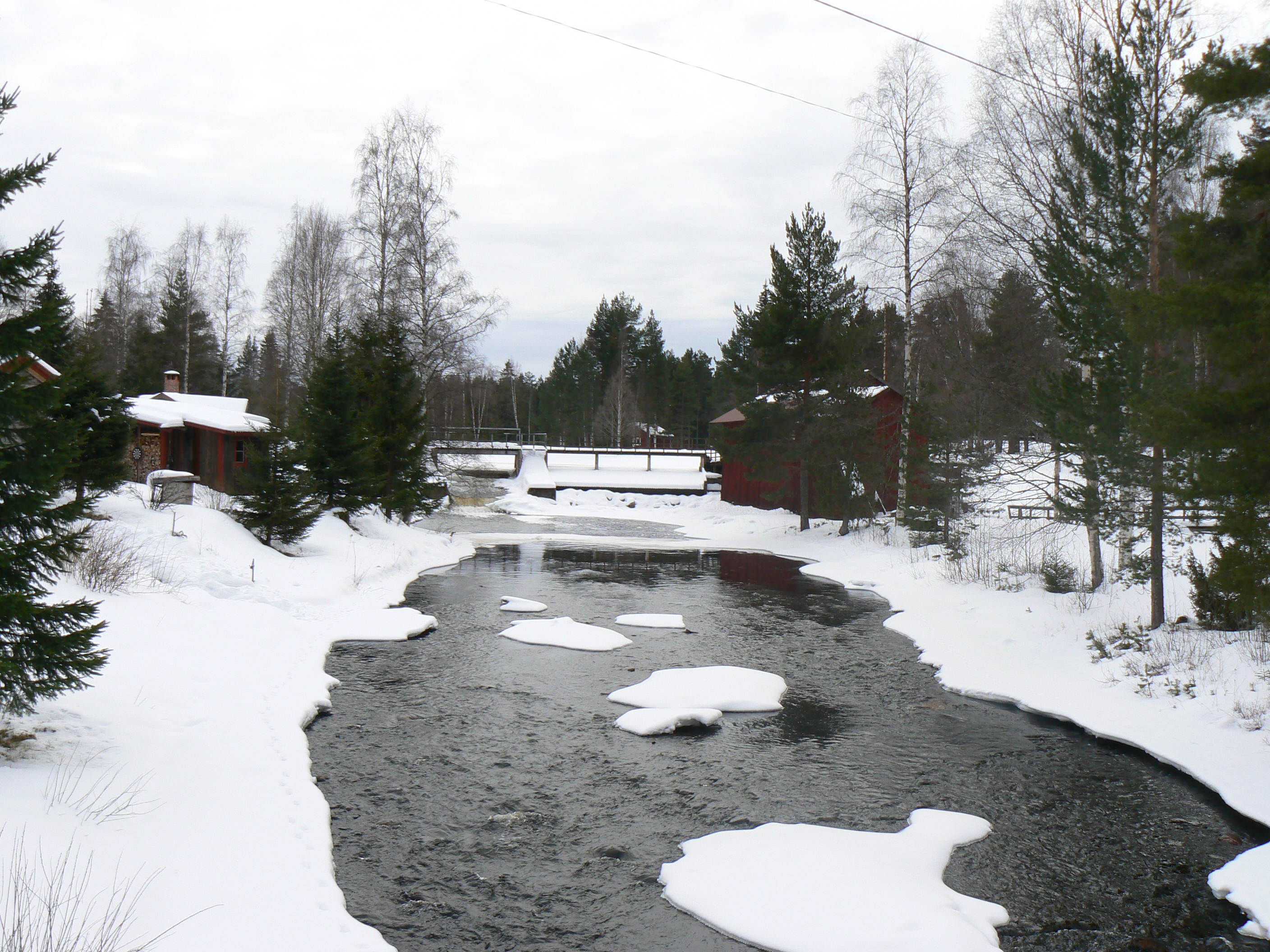
Mångån i Mångberg. På högra sidan syns Mångbergs såg.

Mångån är en å i de glest befolkade skogsområdena väster om Siljan. Som "Mångån" börjar vattendraget i sjön Norra Fjärden. Ån från Grundmången till Södra Fjärden heter Oloksån. Mångån rinner i nordnordostlig riktning mot Siljan söder om Gesunda och passerar bl.a. Mångbergs fäbodar. Ett biflöde är Ekorrån. Bebyggelsen i området är främst gamla fäbodar, som idag fungerar som fritidsbebyggelse. Vid Mångbergs fäbodar rinner ån genom Mångsjön, 201 m ö.h. Där finns också ett gammalt vattendrivet sågverk. Åbottnen är till största delen grund och bestående av rundslipade stenar.
Ån är dämd på två platser - vid Norra Fjärden (reglerad sjö) utlopp med Fjärddammen och vid Mångbergs sågverk. I Mångbro, ett par kilometer nedströms från Mångberg, fanns fram till 2006 ytterligare en fördämning, när den brast.